# Neubritannien
Die Insel Neubritannien (englisch New Britain), deutsch ehemals Neupommern, liegt im Bismarck-Archipel, ist ein Teil Melanesiens und gehört politisch zu Papua-Neuguinea; vor 1885 hieß der ganze Archipel Neubritannien-Archipel. Neubritannien ist etwa 36.520 km² groß und zählte im Jahre 2000 rund 400.000 Einwohner.

## Bevölkerung

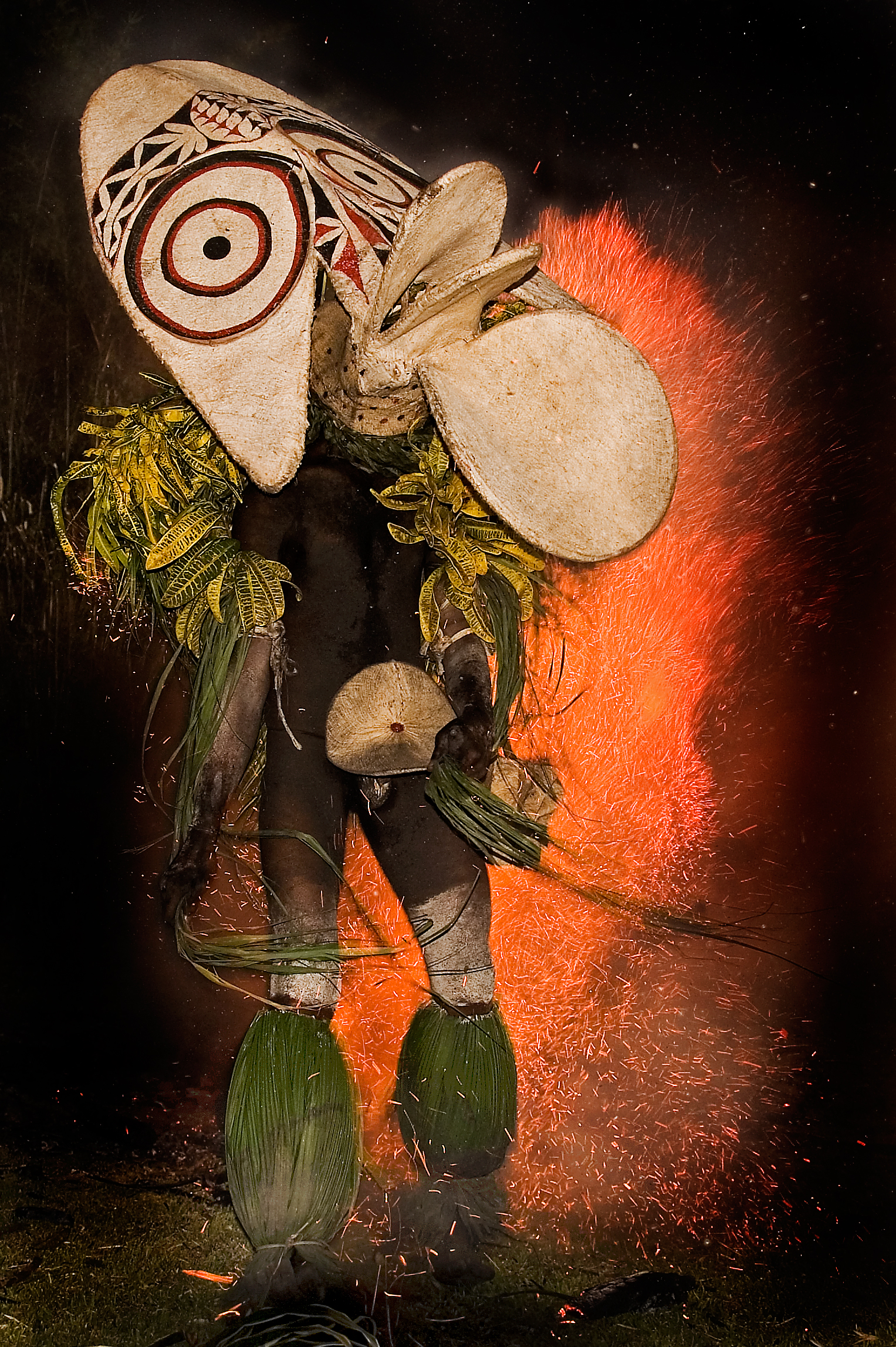
Feuertänzer der Baining

Die Papua sind die älteste Bevölkerungsgruppe auf der Insel. Die zeitlich nächsten Einwanderer kamen aus Melanesien.
Die wichtigste und größte Bevölkerungsgruppe Neubritanniens sind die Tolai. Die Baining aus dem Hochland haben mit ihrem rituellen Feuertanz und ihrem Penisstab einige Bekanntheit erworben. Daneben siedeln in Neubritannien die Kilenge (an der Küste), die Sulka (südlich der Gazelle-Halbinsel) und die Lakalai zwischen Küste und Gebirge.

## Geographie
Mit etwa 520 km Länge und einer Breite von 29 km bis maximal 146 km ist Neubritannien die größte Insel im Bismarck-Archipel. Die größte Entfernung (Luftlinie) vom östlichsten Punkt bis zum westlichsten Punkt beträgt 477 km. Seit 1966 ist Neubritannien in zwei Verwaltungsbezirke aufgeteilt, die Provinzen East New Britain und West New Britain, wobei East New Britain etwas kleiner ist, von der Einwohnerzahl und Bedeutung aber die Provinz West New Britain übertrifft.
Hauptstadt von West New Britain ist Kimbe mit 24.000 Einwohnern. Größter Ort und Hauptstadt der Provinz East New Britain war Rabaul – bis 1994 der Ausbruch des Vulkans Tavurvur die Stadt unter seiner Asche begrub (fünf Tote). Ein Großteil der Bewohner flüchtete nach Kokopo (ehemals Herbertshöhe und Sitz der deutschen Kolonialverwaltung), wurde dort sesshaft und in der Folge wurde Kokopo Provinzhauptstadt, da der Ort auf Grund seiner geschützten Lage mehr Sicherheit bot und bereits über eine städtische Infrastruktur verfügte.
Die Insel durchzieht eine hohe zerklüftete Bergkette mit dem noch tätigen Vulkan Ulawun als höchster Erhebung (2334 m). Eine besondere Vulkanlandschaft mit sensiblen ökologischen Regionen auf dem Land und im küstennahen Bereich befindet sich auf der Willaumez-Halbinsel. Die Insel ist zum Großteil mit Regenwäldern bedeckt.

## Geschichte

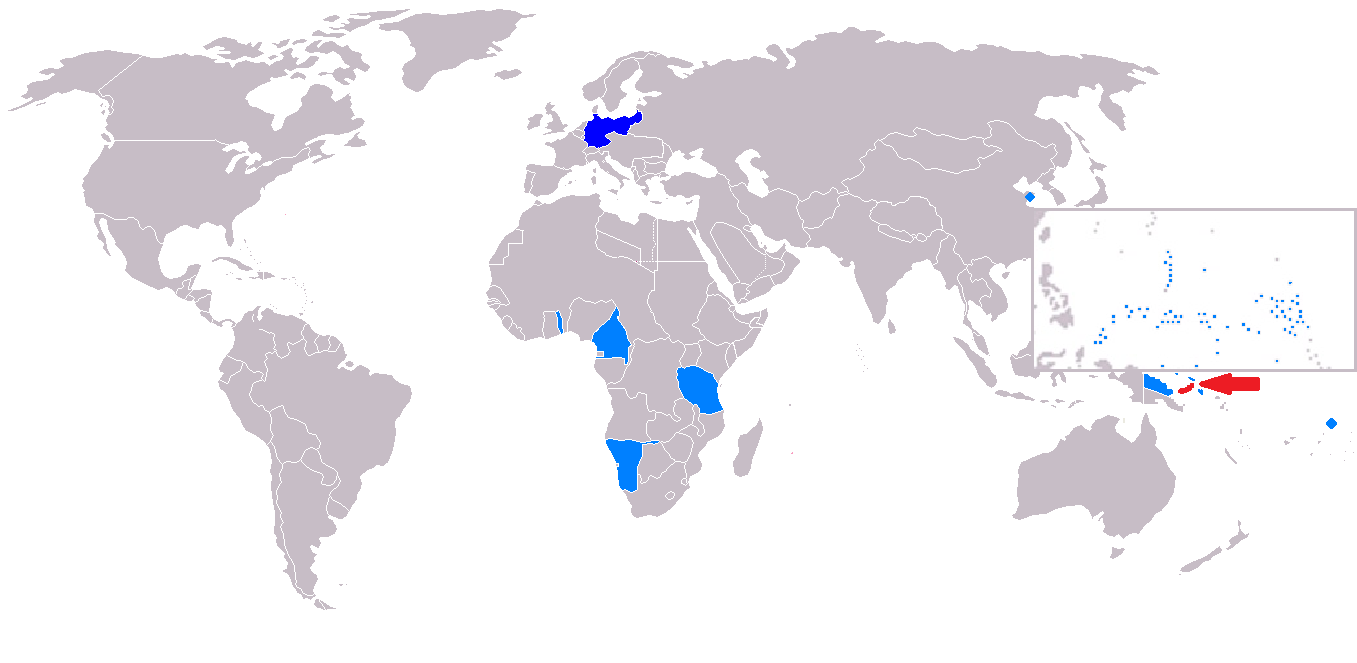
Neupommern als Teil des deutschen Kolonialreiches (rot markiert)

Aus europäischer Sicht wurde Neubritannien erst am 27. Februar 1700 von William Dampier entdeckt. Ab 1885 war es unter der Bezeichnung Neupommern, benannt nach der preußischen Provinz Pommern, Teil der deutschen Kolonien. Zunächst im Besitz der Neuguinea-Kompagnie, gehörte es von 1899 bis 1914 zur Kolonie Deutsch-Neuguinea. 1888 wurde die Verwaltung auf die zu Neulauenburg (heutige Duke-of-York-Inseln) gehörende Insel Kerawara und 1890 nach Herbertshöhe (heute Kokopo) nahe Ralum auf Neupommern verlegt, wo sie ab 1899 vom Deutschen Reich fortgeführt wurde. In der Zeit der deutschen Verwaltung wurde mit dem Anbau der langstapeligen Baumwolle begonnen. Zudem wurde durch die Herz-Jesu-Missionare versucht, die Bevölkerung zum Christentum zu bekehren, dabei wurden „der niedrige Kulturstand, die Vielweiberei und Menschenfresserei“ als Hindernisse angesehen.
Im September 1914 wurde die Insel von australischen Truppen erobert, die sich im Gefecht bei Bita Paka einen kurzen Kampf mit deutschen und melanesischen Kräften lieferten. Nach dem Ersten Weltkrieg wurde Neubritannien als Mandat des Völkerbundes von Australien verwaltet.
Während des Pazifikkriegs eroberten die Truppen des Japanischen Kaiserreichs am 23. Februar 1942 die Hafenstadt Rabaul (→ Schlacht um Rabaul (1942)) und am 8. April landete eine Einheit im westlichen Neubritannien. Am 15. Dezember 1943 gelang den amerikanischen Truppen die Landung bei Cape Gloucester im Nordwesten Neubritanniens (→ Operation Dexterity) und bei Cape Merkus (deutsch bis 1918: Südkap) im Südwesten. Rabaul wurde 1945 trotz heftiger Bombardierungen erst nach der japanischen Kapitulation wieder zurückgegeben.

## Persönlichkeiten
- Peter To Rot (1912–1945), römisch-katholischer Katechet und Märtyrer aus Papua. Er wird in der römisch-katholischen Kirche als Seliger verehrt. Seine Heiligsprechung ist für den 7. September 2025 angekündigt worden.[8]